# 大崎腳
大崎腳，是臺灣嘉義縣民雄鄉的一個傳統地域名稱，位於該鄉東部南側。相較於今日行政區，其範圍大致為大崎村北大半部（縣道166號以北）。

## 歷史
台灣日治初期，大崎腳地區為一街庄（舊制街庄），稱為「大崎腳庄」，隸屬於打貓東下堡。該庄西北與北勢仔庄、新庄仔庄為鄰，北與松仔腳庄為鄰，東及東南與獅仔頭庄為鄰，南邊為林仔尾庄，西南邊為大坵園庄。
1901年（日治明治三十四年）11月11日，全台設置二十廳，該庄隸屬於嘉義廳。1904年（明治三十七年）2月15日，該庄編入「大崎腳區」，隸屬於嘉義廳。1909年（明治四十二年）10月25日，全台整併二十廳為十二廳，該庄仍隸屬於嘉義廳。1910年（明治四十三年）1月18日，各區管轄區域調整，該庄仍隸屬於嘉義廳的「大崎腳區」。
1920年（大正九年）10月1日，全台廢十二廳改設五州二廳，該庄改制為「大崎腳」大字，隸屬於臺南州嘉義郡民雄庄（新制街庄）。
戰後民雄庄改制為民雄鄉，隸屬於臺南縣，大字亦改制為村。1950年（民國39年）10月，雲、嘉、南分治，民雄鄉改隸屬於嘉義縣。

## 聚落
本地區發展較早的聚落有大崎腳、內埔仔等，在日治期初期的官方地圖上已有記載。此外，本地區尚有頂埤、頂埤仔等聚落。

## 交通
國道3號又稱「福爾摩沙高速公路」，是貫穿台灣西部的兩條縱向高速公路之一，經過本地區中部偏東地帶，並在境內縣道166號交會處（南出北入）及南邊縣道159號交會處北側的迴轉道（北出南入）設有聯合運作的竹崎交流道，兩端之間設有側車道（鄉道嘉147線）可以互相連接。由此可快速前往國道3號沿線各地。
縣道162乙線是大林至大崎的道路，其南側端點（終點）位於本地區西南部邊界地帶的縣道166號路口。由此北行可前往大林鎮大林市區南側，並止於縣道162號轉角路口暨鄉道嘉99線路口。
縣道166號是東石至瑞里的道路，經過本地區西南部邊界地帶及東南部。由該道路西行可前往新港鄉、六腳鄉、東石鄉，並止於縣道168號轉角路口；東行可前往竹崎鄉、梅山鄉的瑞里，並止於縣道162甲線路口。
鄉道嘉107線是民雄至溪底寮的道路。
鄉道嘉109線是大崎腳至圳仔頭的道路。
鄉道嘉110線是大崎腳至半天寮的道路。
鄉道嘉111線是寶林寺至內埔仔的道路。
鄉道嘉147線是大崎至灣橋的道路，也是國道3號的兩側平面道路。
鄉道嘉178線是溪底寮至林仔尾的道路。

## 學校
- 大吉國中